# Cousinea
Cousinea is een monotypisch geslacht van spinnen uit de  familie van de Oonopidae (dwergcelspinnen).

## Soort
- Cousinea keeleyi Saaristo, 2001